# Partito Ungherese dei Lavoratori
Il Partito Ungherese dei Lavoratori (in ungherese Magyar Dolgozók Pártja- MDP) fu un partito politico al governo della Repubblica Popolare d'Ungheria dal 1948 al 1956.

## Storia
Fu fondato come fusione tra il Partito Comunista Ungherese e il Partito Socialdemocratico d'Ungheria; il suo leader fu Mátyás Rákosi fino al 1956, poi Ernő Gerő nello stesso anno per due mesi, e infine János Kádár fino al 1956, quando il partito si trasformò in Partito Socialista Operaio Ungherese, rimanendovi a capo fino al 1988, alla vigilia della dissoluzione del partito. Altri piccoli partiti politici ungheresi furono autorizzati a continuare la propria esistenza come partiti indipendenti.
Durante la rivoluzione ungherese del 1956 il partito fu riorganizzato nel Partito Socialista Operaio Ungherese da parte di un circolo di comunisti intorno a Imre Nagy. Tuttavia, dopo il 4 novembre 1956, il PSUL fu controllato da János Kádár e fu pienamente sostenuto dall'Unione Sovietica. All'inizio degli anni sessanta il PSUL ottenne una grande autonomia dalla linea sovietica, e seguì un corso indipendente specialmente nell'area economica, conosciuto come Comunismo Goulash.

## Segretari generali
- Mátyás Rákosi dal 12 giugno 1948 al 18 luglio 1956
- Ernő Gerő dal 18 luglio 1956 al 25 ottobre 1956
- János Kádár dal 25 ottobre al 31 ottobre 1956

### Segretari
- Lajos Acs 1953 - 25 ottobre 1956
- Béla Vég (provvisorio) 2 luglio 1953–31 ottobre 1953